# Gerichtsbezirk Fassa
Der Gerichtsbezirk Fassa war ein dem Bezirksgericht Fassa unterstehender Gerichtsbezirk in der Gefürsteten Grafschaft Tirol. Der Gerichtsbezirk umfasste das Fassatal, war Teil des Trentino und gehörte zum Bezirk Cavalese.
Nach dem Ersten Weltkrieg musste Österreich den gesamten Gerichtsbezirk an Italien abtreten.

## Geschichte
Der Gerichtsbezirk Fassa wurde durch eine 1849 beschlossene Kundmachung der Landes-Gerichts-Einführungs-Kommission geschaffen und umfasste ursprünglich die sieben Gemeinden Campitello, Canazej, Mazzin, Perra, Pozza, Soraga und Vigo.
Der Gerichtsbezirk Fassa bildete im Zuge der Trennung der politischen von der judikativen Verwaltung
ab 1868 gemeinsam mit dem Gerichtsbezirk Cavalese den Bezirk Cavalese.
Der Gerichtsbezirk Fassa wies 1869 eine Bevölkerung von 4.359 Personen auf.
1910 wurden für den Gerichtsbezirk 4.166 Personen ausgewiesen, von denen 12 Deutsch (0,3 %) und 4.152 Italienisch oder Ladinisch (99,7 %) als Umgangssprache angaben.
Durch die Grenzbestimmungen des am 10. September 1919 abgeschlossenen Vertrages von Saint-Germain wurde der Gerichtsbezirk Fassa zur Gänze Italien zugeschlagen.

## Gerichtssprengel
Der Gerichtssprengel umfasste 1910 die sieben Gemeinden Campitello (Kampedell), Canazei (Tschanatschei), Mazzin, Perra, Pozza, Soraga und Vigo di Fassa (Wig).